# Ramsø
 Ramsø  is een voormalige gemeente in Denemarken. De oppervlakte bedroeg 67,6 km². De gemeente telde 9320 inwoners waarvan 4646 mannen en 4674 vrouwen (cijfers 2005). Ramsø telde in juni 2005 174 werklozen. Er waren 3510 auto's geregistreerd in 2004.
Na de herindeling van 2007 werden de gemeentes Gundsø en Ramsø bij Roskilde gevoegd.